# Kolejkowo
Kolejkowo – spółka akcyjna tworząca największe w Polsce makiety kolejowe prezentowane we Wrocławiu, Jeleniej Górze oraz w Gliwicach, oparte na ruchu miniaturowego taboru kolejowego, tramwajowego, pojazdów kołowych, statków wodnych i powietrznych. 

## Historia
Pierwszą makietę otwarto w 2015 roku we Wrocławiu na Dworcu Świebodzkim. 2 września 2016 roku otwarto Kolejkowo w Gliwicach. W obu lokalizacjach, na makietach przedstawione zostały zarówno obszary i sceny fikcyjne jak i autentyczne wydarzenia i budowle z terenu Górnego i Dolnego Śląska. Makiety urozmaica obecność miniaturowych mieszkańców (m.in. kolejarzy, podróżnych, leśniczych, narciarzy, kupców, pracowników budowlanych, cyrkowców i plażowiczów) w różnych sytuacjach dnia codziennego; przedstawione jest życie na wsi, wyprawy wysokogórskie, akcje ratunkowe.
To jedyne makiety w Polsce, na których pływają statki. W Gliwicach ulokowano jedyną na świecie makietę, na której symulowany jest padający deszcz. W obu oddziałach w dziewięciominutowym cyklu odwzorowane są zmiany pory dnia, po których następuje noc, zapalają się uliczne latarnie oraz światła w budynkach. Wśród bezimiennych figurek pojawiają się także znane lokalnie i globalnie postaci z mediów, showbiznesu, internetu, programów telewizyjnych i sceny muzycznej (m.in. Marcin Prokop, Szymon Hołownia, Marcin Banot).
Za funkcjonowanie kolejkowa odpowiada obsługa pełniąca rolę przewodników indywidualnych i grupowych oraz pracowników serwisu, nad budową i restauracją makiet pracuje osobny zespół modelarzy. Ekspozycje są stale rozbudowywane i urozmaicane. Wrocław prezentuje wyłącznie sceny odwzorowane w skali G (ok. 1:24/1:22,5), Gliwice w skali G oraz H0 (1:87).
11 kwietnia 2025 roku otwarta została wystawa w Warszawie. 

## Lokalizacje
Siedziba firmy znajduje się w Jeleniej Górze. Podczas zamknięć lokali mających związek z ograniczeniami otwarcia atrakcji turystycznych w czasie pandemii Covid-19 przeniesiono Kolejkowo Wrocław z lokalizacji w Dworcu Świebodzkim do budynku SkyTower (ul. Powstańców Śląskich 95). Oddział Gliwice mieści się w CH Europa Centralna (ul. Pszczyńska 315).

## Wystawy stałe

### Kolejkowo Wrocław
- Wrocław: makiety przedstawiające Dworzec Świebodzki, starówkę wraz z kamienicami i tutejszym ratuszem, Hotel Monopol, ul. Piłsudskiego, dom towarowy Solpol, Sedesowce, port, z ruchem pociągów osobowych/towarowych, eszelonu oraz tramwaju, samochodów, żurawi portowych
- Karkonosze: makiety przedstawiające obserwatorium Śnieżka, wyciąg narciarski, stok, lodowisko, z ruchem postaci na lodowisku oraz wyciągu narciarskim
- Karpacz: Karkonoskie Tajemnice
- Sudety: schronisko Szwajcarka

### Kolejkowo Gliwice
- Gliwice, makiety przedstawiające tutejszą radiostację, dworzec kolejowy, starówkę wraz z budynkiem ratusza oraz tematyczne scenki sezonowe, z ruchem pociągów osobowych/towarowych oraz tramwaju i samochodów
- Katowice, makiety przedstawiające ul. Stawową, ul. 3 Maja, wybuch na Sokolskiej, stację Katowice Ligota, z ruchem pociągów osobowych/towarowych oraz samochodów
- Nikiszowiec: Kościół św. Anny oraz główny plac i część kamienic dzielnicy wraz ze scenkami tematycznymi
- Będzin, makieta przedstawiająca zamek w Będzinie oraz zielone tereny rekreacyjne Górnego Śląska, z ruchem pociągów osobowych/towarowych oraz samochodów
- Ruda Śląska, makiety przedstawiające Hutę Pokój oraz dworzec kolejowy Ruda Śląska Chebzie (makieta "burzowa"), z ruchem pociągów towarowych manewrujących pomiędzy zakładami Huty i KWK
- Bytom, makieta przedstawiająca szyby KWK Szombierki: Krystyna i Ewa, z ruchem pociągów j/w
- Chorzów, makieta przedstawiająca Park Etnograficzny
- Dziki Zachód ("Dzikie Gliwice"), makieta przedstawiająca wioskę indiańską, wyobrażenie Gliwic zlokalizowanych na dzikim zachodzie, kopalnię złota oraz dynamitu z ruchem pociągów dostosowanych tematycznie oraz pływającym statkiem
- Ekspozycja H0: makiety przedstawiające krajobrazy Niemiec, Austrii i Szwajcarii z ruchem pociągów różnych zarządów krajowych i zagranicznych, nieruchome dioramy tematyczne przedstawiające fikcyjne krajobrazy na małych modułach: kopalnia węgla, lotnisko, rajd, militarny port morski i inne

## Wystawy sezonowe
Sezonowo w obu lokalizacjach prezentowane są jedyne na świecie ekspozycje makiet wykonanych z piernika, cukierków i czekolady (tzw. "Miasto z Piernika"). Po każdej z makiet poruszają się po dwa, również czekoladowo-piernikowe, parowozy z wagonami pasażerskimi. Jadalne ekspozycje również podlegają cyklom dnia i nocy, są oświetlone i zawierają ruchome elementy scenerii.

MIASTO Z PIERNIKA (Wrocław)
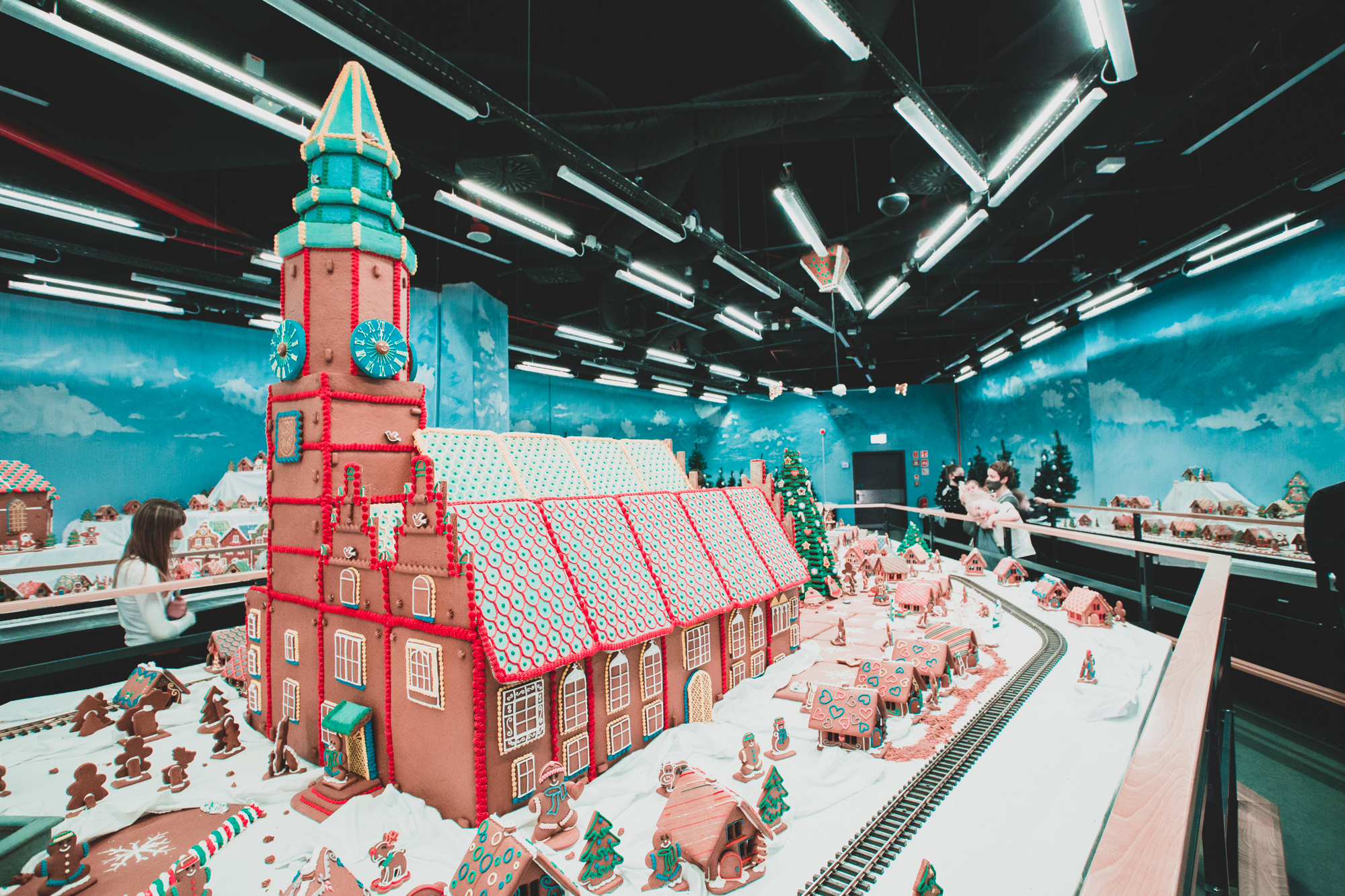
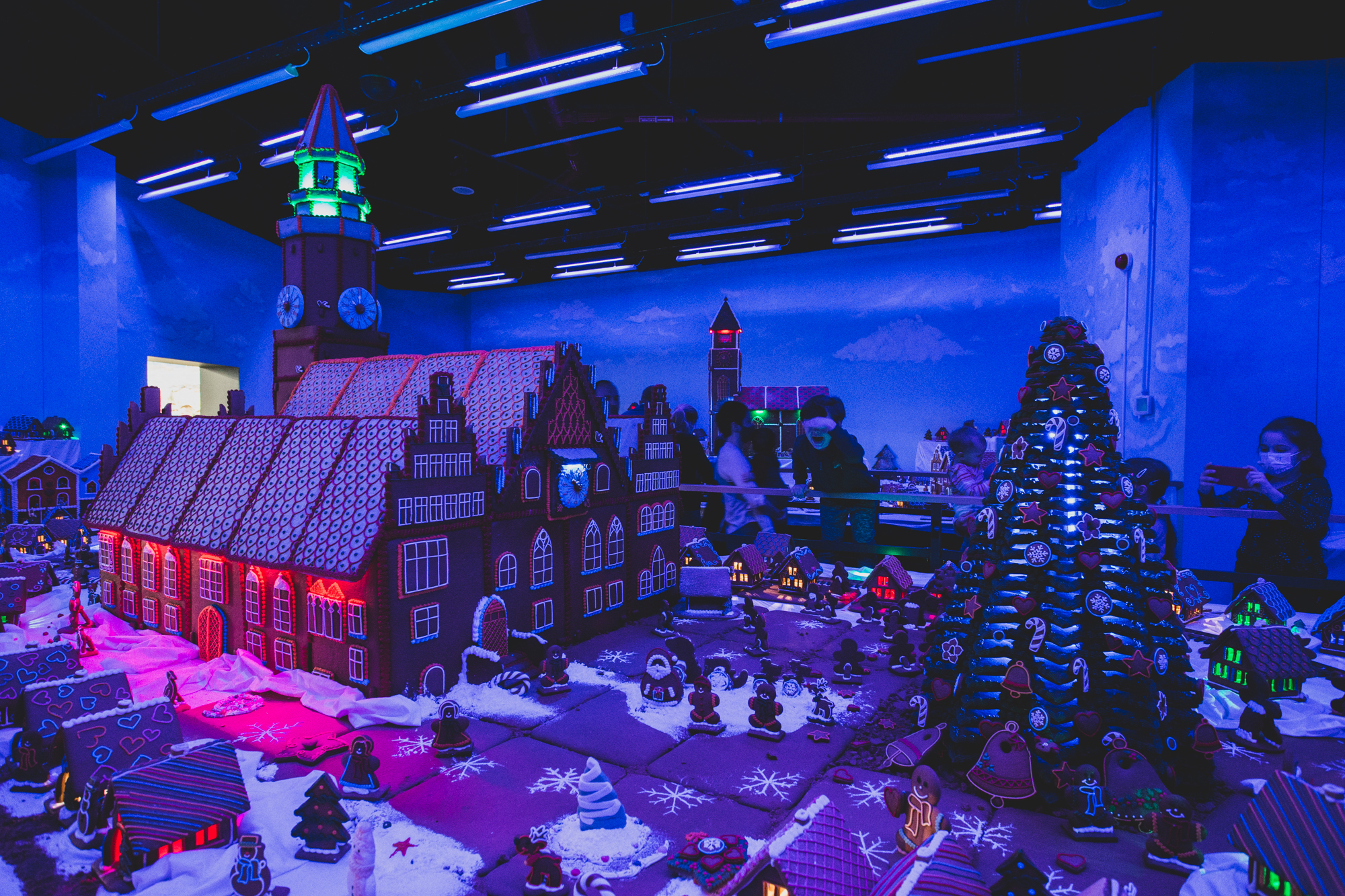
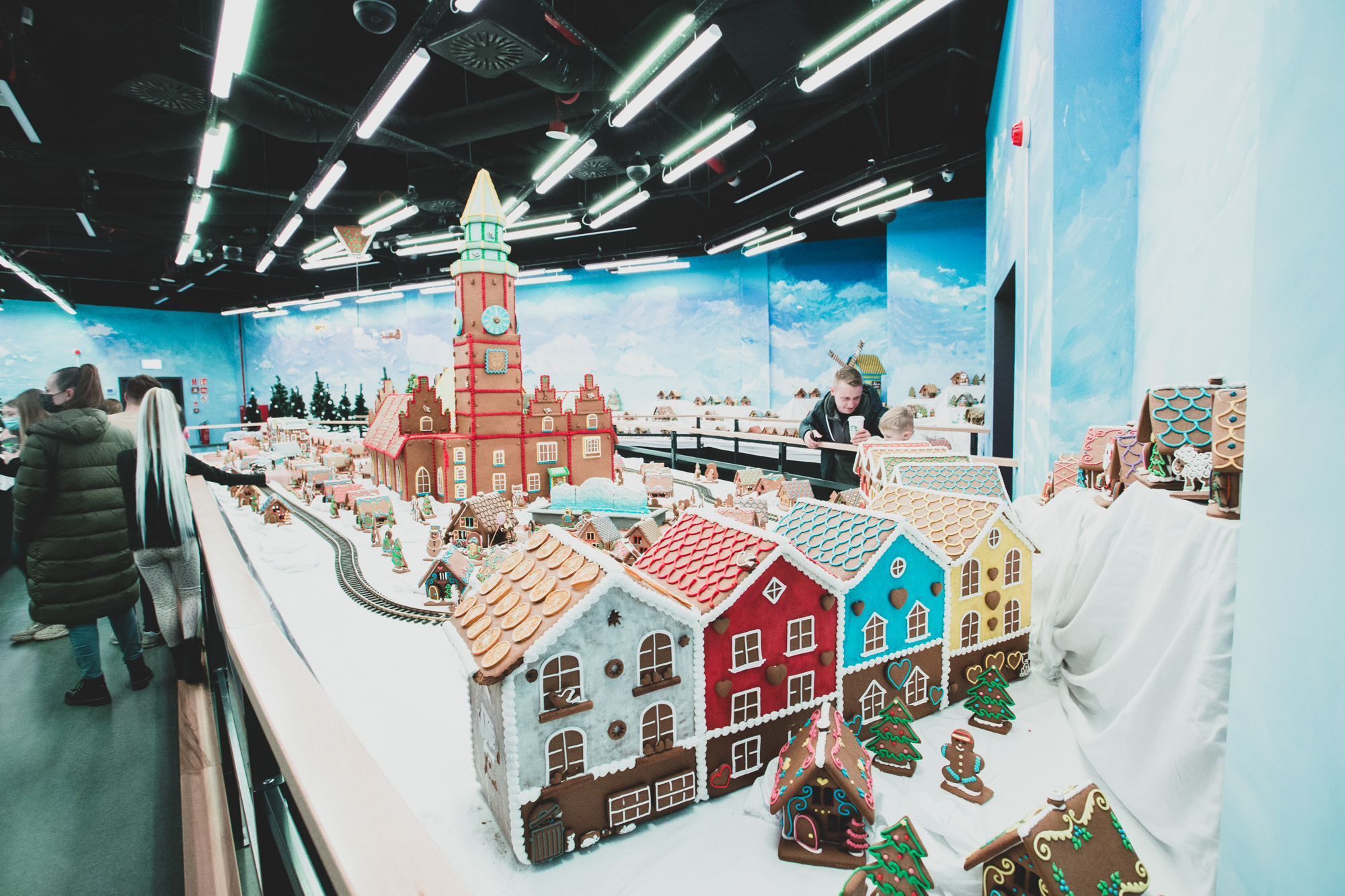
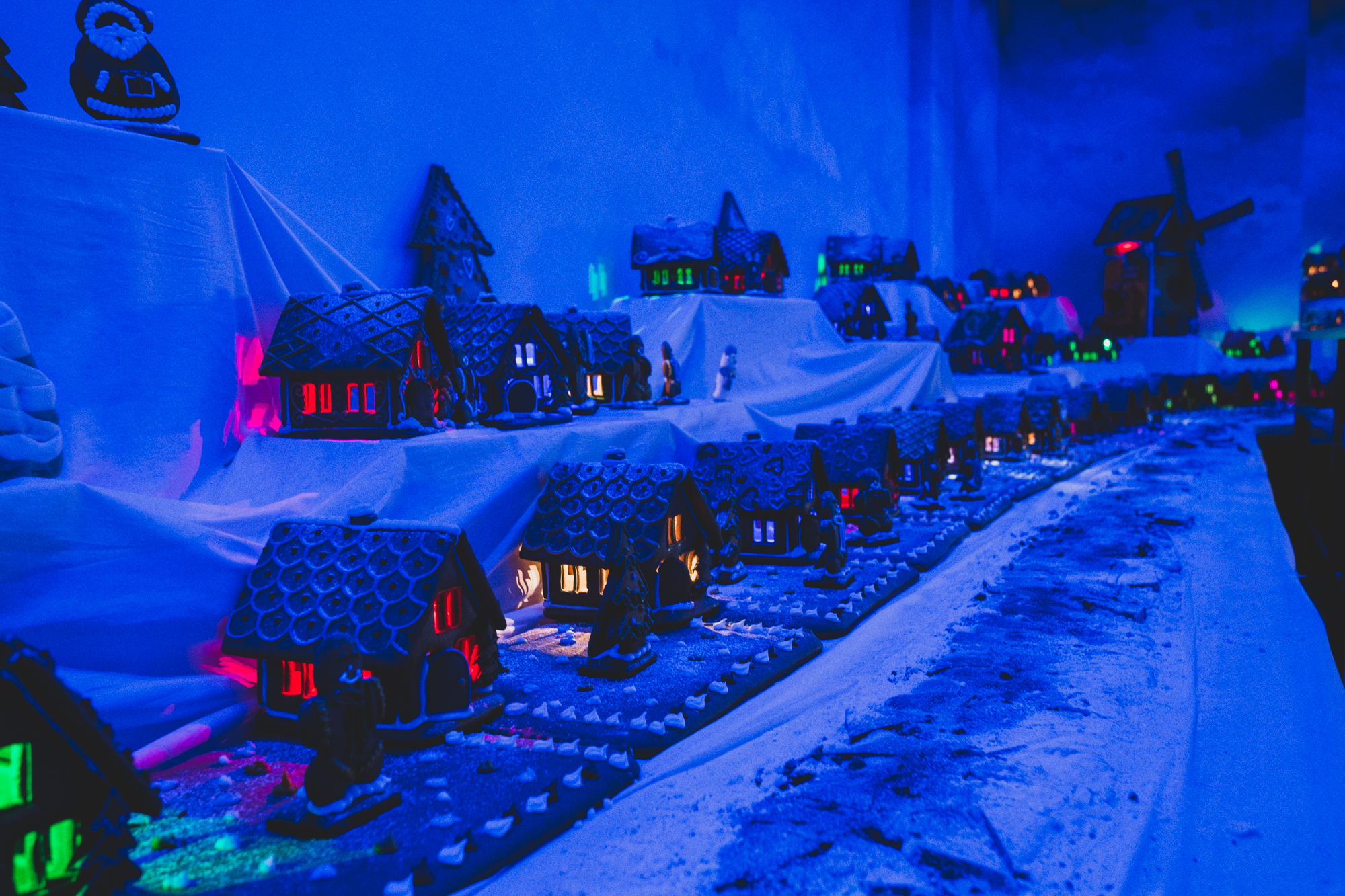

## Atrakcje dodatkowe
Obie lokalizacje Kolejkowa oferują "grę w poszukiwacza". Zwiedzający mają za zadanie zlokalizować wszystkie ukryte na makietach postaci, zwierzęta i przedmioty wskazane w podręczniku. 

## Galeria zdjęć

KOLEJKOWO WROCŁAW
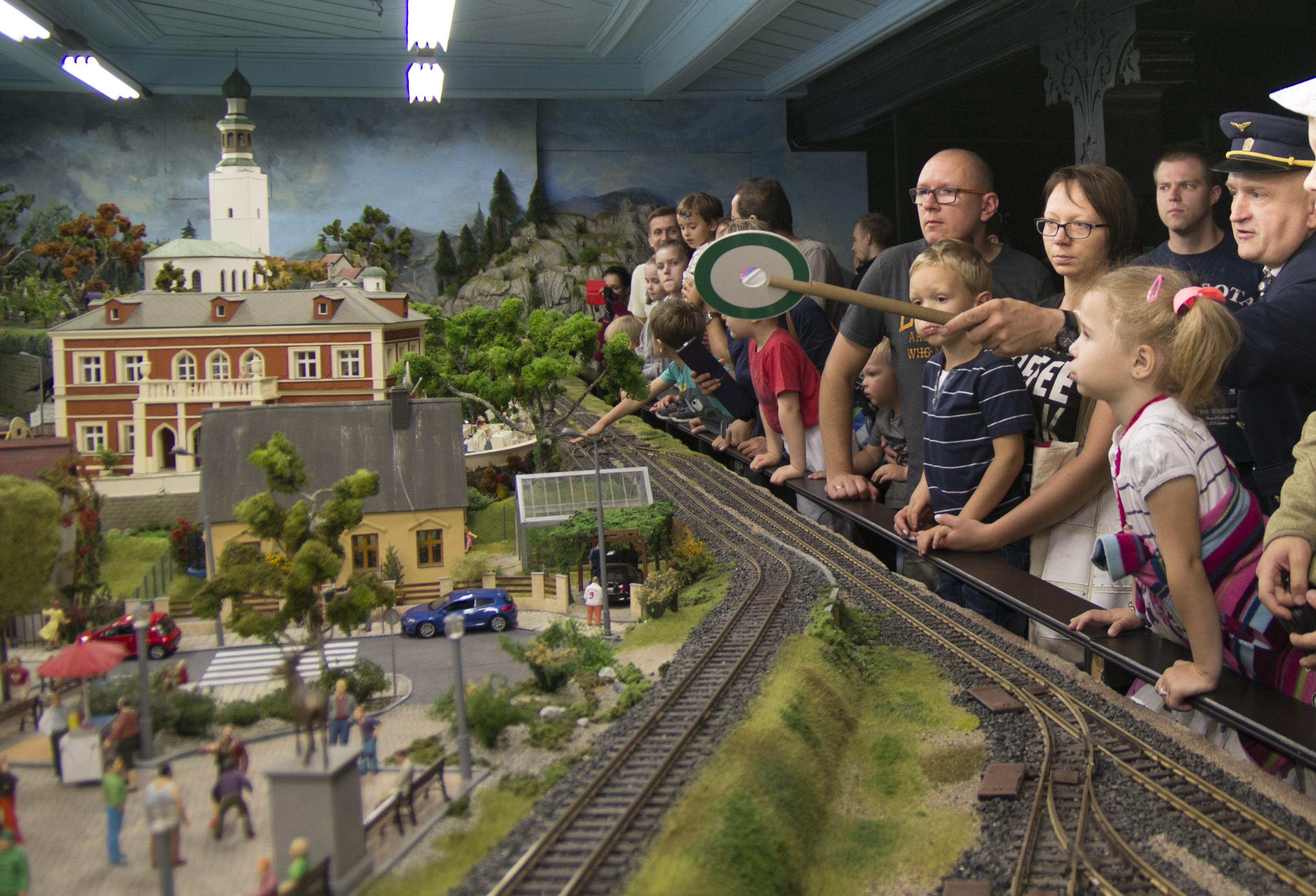
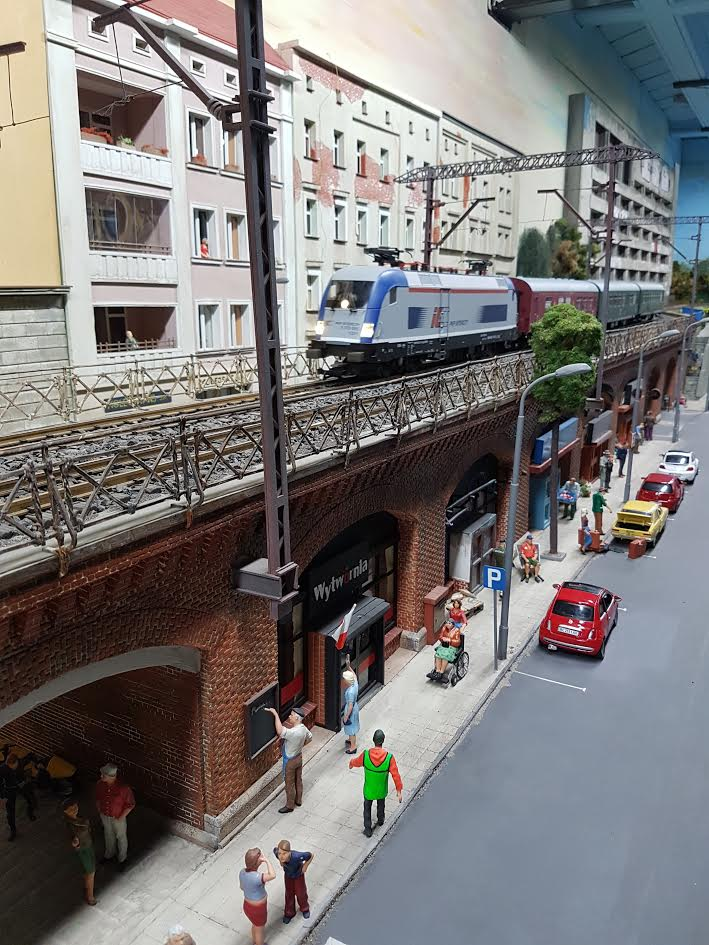
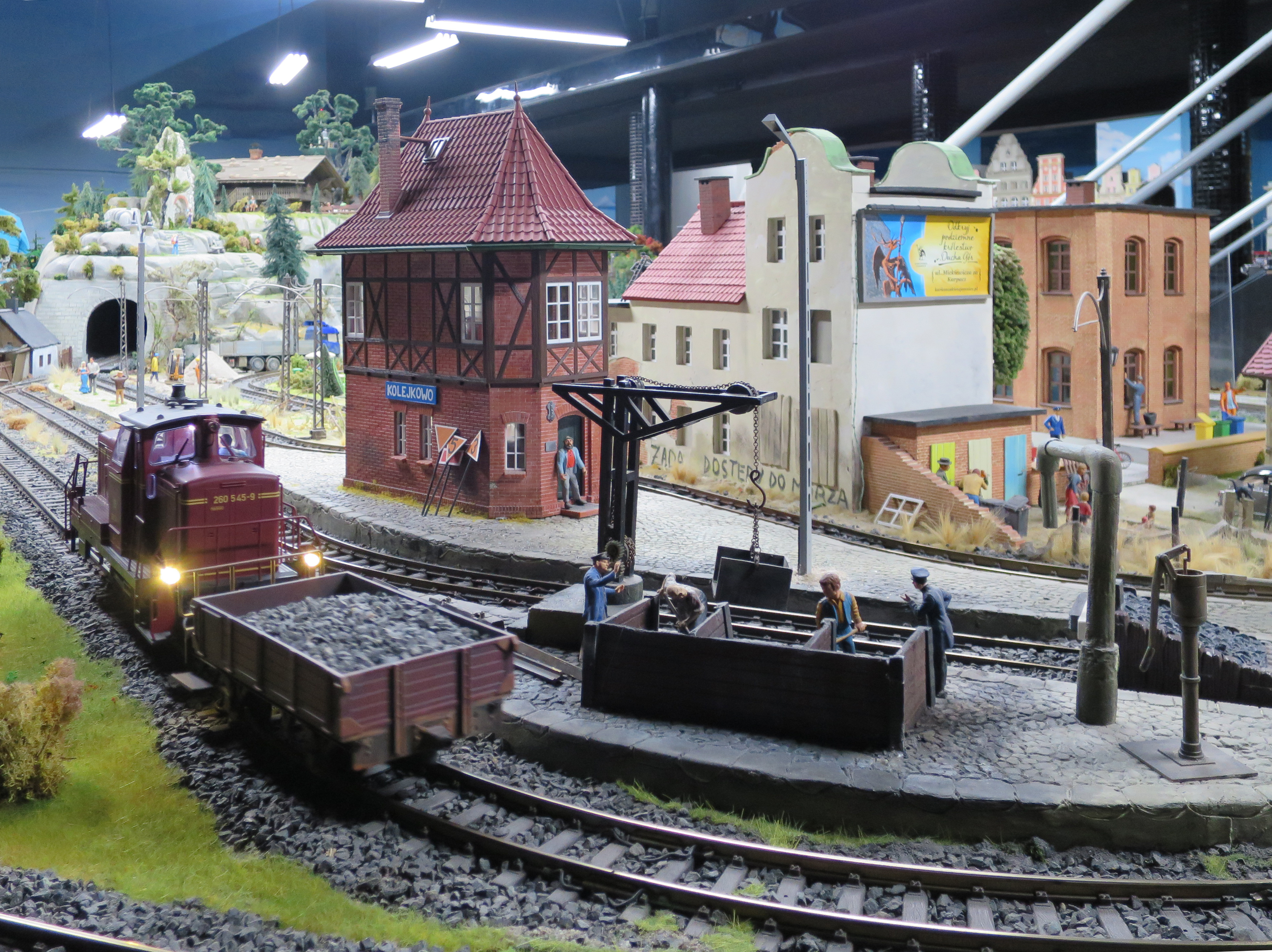
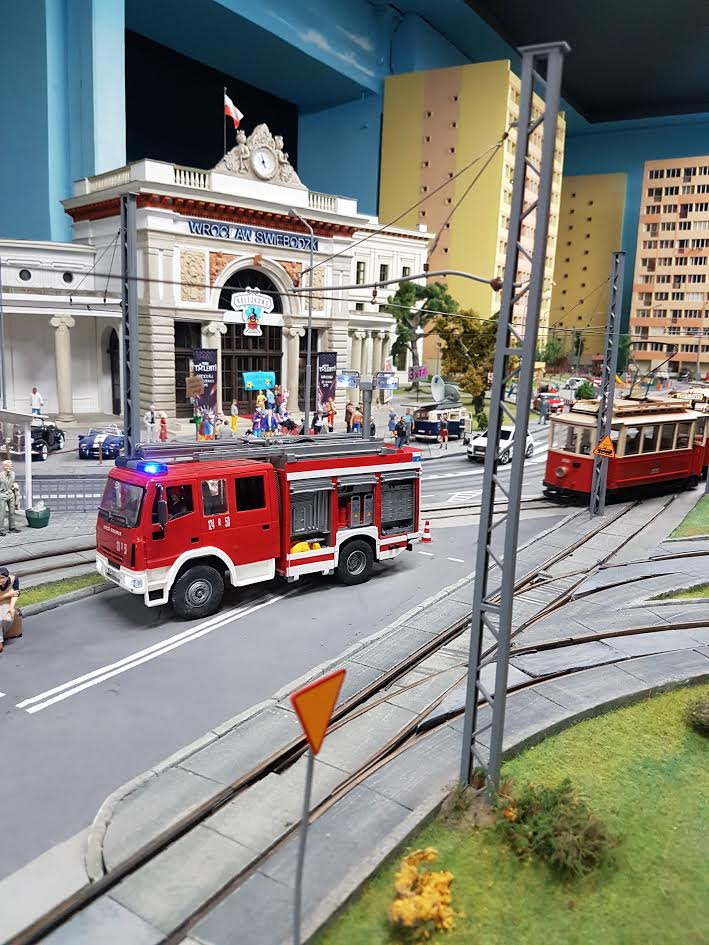

KOLEJKOWO GLIWICE
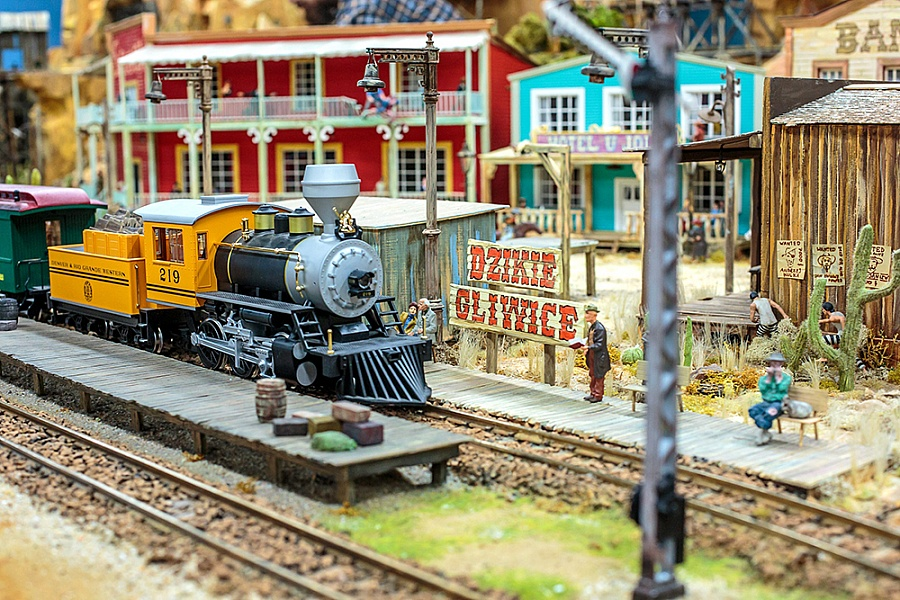
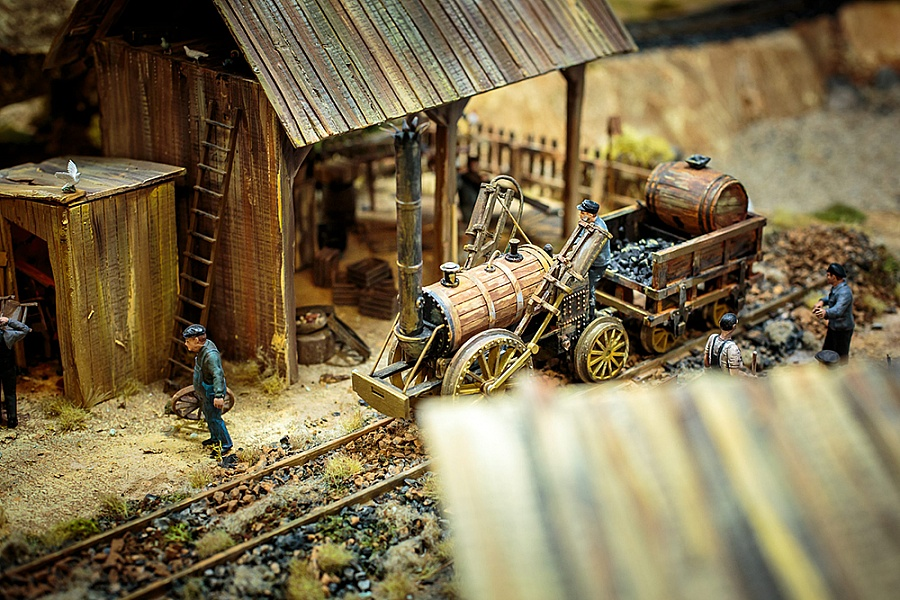
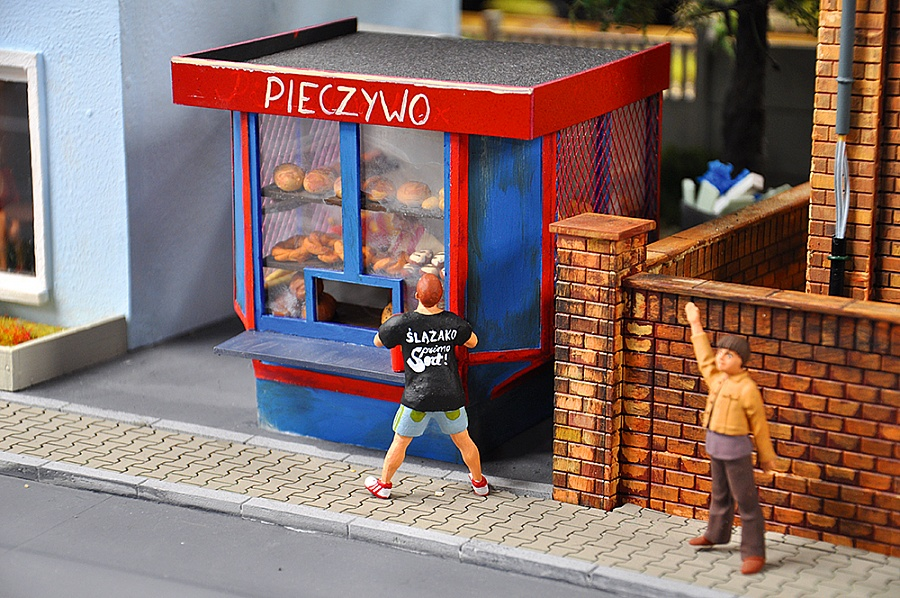
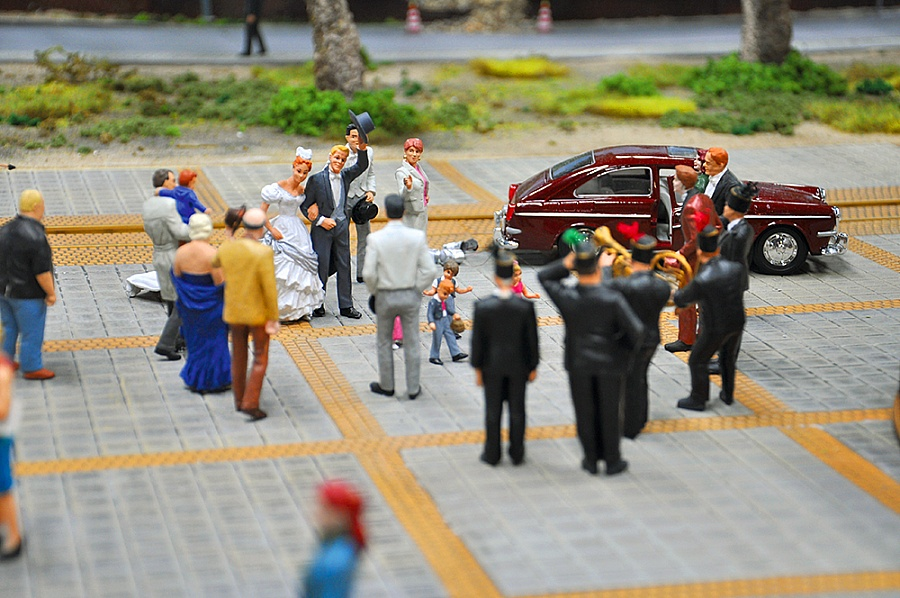
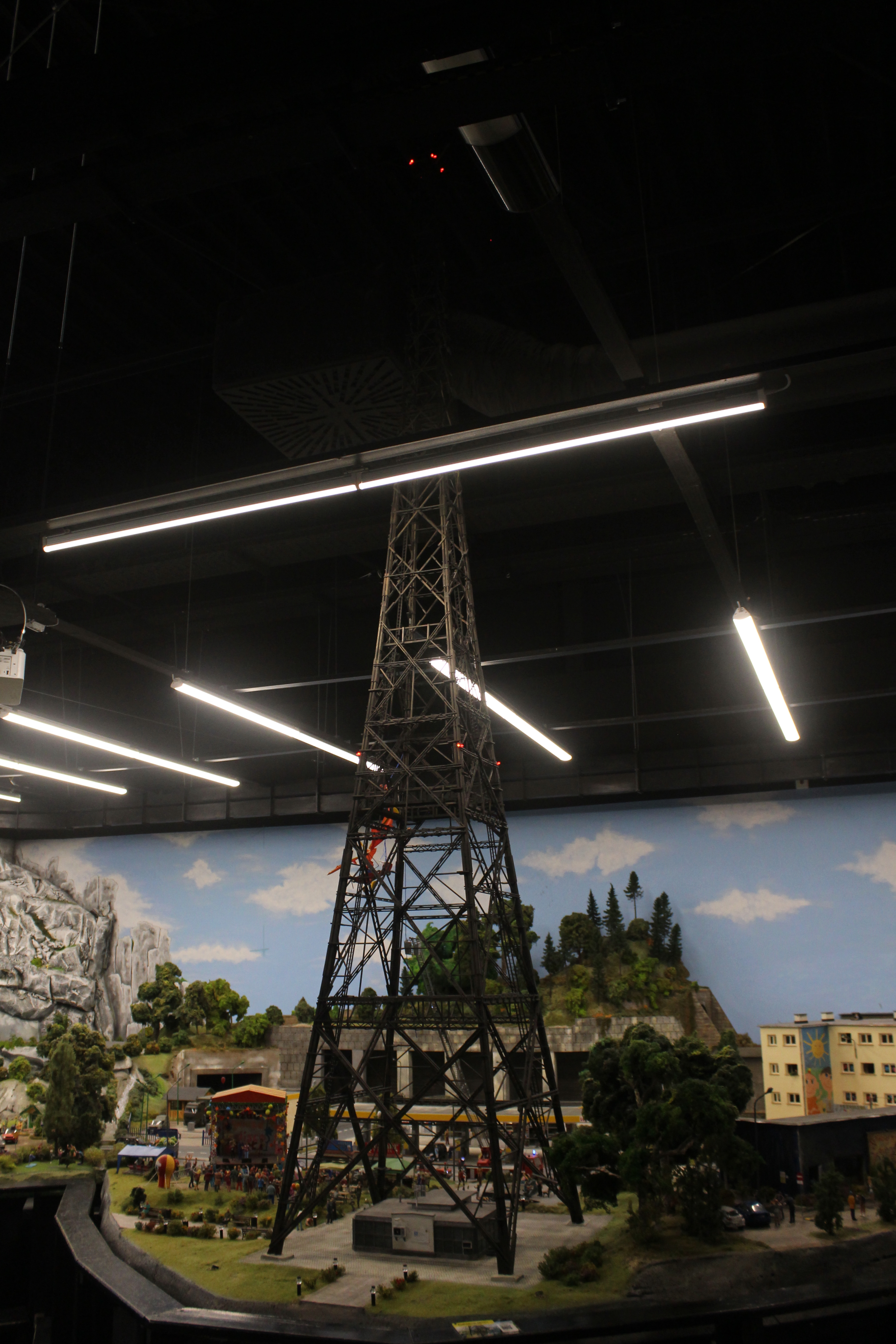